# Kanton Legé
Legé is een voormalig kanton van het Franse departement Loire-Atlantique. Het kanton maakte deel uit van het arrondissement Nantes. Het werd opgeheven bij decreet van 25 februari 2014 met uitwerking op 22 maart 2015.

## Geschiedenis
Het kanton werd op 22 maart 2015 opgeheven en de gemeenten  werden opgenomen in het kanton Saint-Philbert-de-Grand-Lieu.

## Gemeenten
Het kanton Legé omvatte de volgende gemeenten:
- Corcoué-sur-Logne
- Legé (hoofdplaats)
- Touvois